# Кручёно-Балковское сельское поселение
Кручёно-Балковское сельское поселение — муниципальное образование в Сальском районе Ростовской области.
Административный центр поселения — село Кручёная Балка.

## История
Село Кручёная Балка было основано в 1842 году (в некоторых источниках даётся другая дата: 1858 год). Место для расположения села было выбрано на открытом пространстве у реки Средний Егорлык. Недостатком данной местности был сильный восточный ветер, который временами производил большие опустошения в полях. 
В конце XIX века село Кручёная Балка было административным центром Кручёнобалковской волости. Сальского района в те годы, как самостоятельной административной единицы, не было: часть населённых пунктов, в том числе и станица Торговая (ныне город Сальск) входили в Сальский округ Области Войска Донского с центром в станице Великокняжеской (ныне город Пролетарск),в то время как другая часть сёл, в том числе и село Кручёная Балка, — входили в Медвеженский округ Ставропольской губернии с центром в селе Медвеженском (ныне станица Красногвардейская), а затем и в Воронцово-Николаевский уезд Ставропольской губернии. 
В июне 1924 года согласно постановлению Президиума ВЦИК от 2 июня 1924 г. Воронцово-Николаевский район (так был переименован уезд) был переведён из подчинения Ставропольской губернии в Сальский округ Юго-Востока России. В 1930 году постановлением президиума Северо-Кавказского краевого комитета округа были упразднены, а Воронцово-Николаевский район был переименован в Сальский.

## Состав сельского поселения
| № | Населённый пункт        | Тип населённого пункта                                    | Население |
| - | ----------------------- | --------------------------------------------------------- | --------- |
| 1 | Бровки                  | хутор                                                     | 61        |
| 2 | Кручёная                | посёлок при станции, официально — железнодорожная станция | 7         |
| 3 | Кручёная Балка          | село, административный центр                              | ↘1838     |
| 4 | Новосёлый 1-й           | хутор                                                     | 1032      |
| 5 | Разъезд Забытый         | посёлок                                                   | 28        |
| 6 | Сысоево-Александровское | село                                                      | ↘643      |

## Население
| 2010  | 2012  | 2013  | 2014  | 2015  | 2016  | 2017  |
| ----- | ----- | ----- | ----- | ----- | ----- | ----- |
| 3609  | ↗3612 | ↗3616 | ↘3563 | ↗3574 | ↘3562 | →3562 |
| 2018  | 2019  | 2020  | 2021  |       |       |       |
| ↘3559 | ↘3533 | ↗3554 | ↘3541 |       |       |       |

## Образование
- Детский сад «Ромашка»
- Средняя школа № 17[13]